# La Zone en personne
Albums de Jul
Inspi d'ailleurs
(2018) Rien 100 Rien
(2019)
Singles
1. Poussette
Sortie : 2 novembre 2018
2. La Zone en personne
Sortie : 23 novembre 2018
3. Ma Che Beauté
Sortie : 5 décembre 2018
4. Pablito
Sortie : 25 janvier 2019
5. Chiron
Sortie : 18 février 2019

La Zone en personne est le dixième album studio du rappeur français Jul sorti le 7 décembre 2018 via le label D'or et de platine.

## Historique
Six mois après la sortie d'Inspi d'ailleurs, Jul dévoile cet album, il a décidé pour ce dixième opus de publier non pas une vingtaine de sons (comme à son habitude) mais quarante pour selon lui se rattraper sur le fait qu'il n'ait pas sorti d'album gratuit pour l'année 2018,. En trois jours, l'opus est vendu à plus de 30 000 exemplaires. Une semaine après sa sortie, l'album est vendu à plus de 51 000 exemplaires et est certifié disque d'or. Trois semaines après sa sortie, l'album est vendu à plus de 100 000 exemplaires et est certifié disque de platine. En juillet 2019, l'album est certifié double disque de platine en passant le cap des 200 000 ventes. L'album accède à la certification triple platine fin décembre 2021, soit un peu plus de trois ans après sa sortie.

## Singles
Le 2 novembre 2018, le chanteur publie Poussette, le deuxième extrait sur la tracklist qui fera office de premier single issu de l'album. Le clip dévoilé le même jour est signé Chris Macari. Le 26 novembre 2018, il publie le clip La zone en personne. Le 3 décembre, il dévoile le clip Ma Che Beauté. Le 25 janvier 2019, il publie le clip Pablito. Le 18 février, il sort le clip Chiron.

## Clips vidéo
- Poussette : 2 novembre 2018
- La zone en personne : 26 novembre 2018
- Ma che beauté : 3 décembre 2018
- Pablito : 25 janvier 2019
- Chiron : 18 février 2019

## Liste des titres
| 1.  | La zone en personne                                                | 3:19 |
| 2.  | Poussette                                                          | 3:01 |
| 3.  | Je vais tout casser                                                | 3:30 |
| 4.  | La vie est faite comme ça                                          | 3:38 |
| 5.  | T'a tout gagné                                                     | 3:44 |
| 6.  | Hallelujah                                                         | 3:16 |
| 7.  | Oh fou (avec Alonzo)                                               | 3:00 |
| 8.  | Pablito                                                            | 3:55 |
| 9.  | Ma che beauté                                                      | 3:39 |
| 10. | Come vai (avec Soolking)                                           | 3:25 |
| 11. | Chiron                                                             | 3:33 |
| 12. | Le deum                                                            | 3:10 |
| 13. | Sur pépé                                                           | 3:14 |
| 14. | Si tu savais (avec Landy)                                          | 5:08 |
| 15. | Sangoten                                                           | 6:51 |
| 16. | VNTM (avec Gambino, Zackmess, Metah, Oscar, Miklo, Moubarak et TK) | 6:14 |
| 17. | Qu'est ce que je t'ai fait ? (avec Djena Della)                    | 3:30 |
| 18. | Amore                                                              | 3:33 |
| 19. | Je vais danser                                                     | 3:22 |
| 20. | Dors petit dors                                                    | 3:38 |

| 1.  | Asalto                               | 4:27 |
| 2.  | Je suis pas solo                     | 3:05 |
| 3.  | Ma chérie (avec Gims)                | 3:02 |
| 4.  | Avant GTR                            | 3:14 |
| 5.  | Qu'est ce que tu me dis ?            | 3:25 |
| 6.  | On m'a tourné le dos (avec Loredana) | 3:09 |
| 7.  | Tu vois je veux dire                 | 3:43 |
| 8.  | Ya foye                              | 3:25 |
| 9.  | Et je deviens fou (avec Ninho)       | 3:26 |
| 10. | J'ai la mort                         | 3:08 |
| 11. | Dans tes yeux                        | 4:28 |
| 12. | J'ai des images                      | 3:18 |
| 13. | Je réponds plus (avec Moubarak)      | 4:13 |
| 14. | Chez moi                             | 3:19 |
| 15. | Avec la chapka                       | 3:03 |
| 16. | Le jeune                             | 3:12 |
| 17. | Je dirais plus je t'aime             | 2:28 |
| 18. | Je t'aimais bien                     | 5:10 |
| 19. | Pour un violet                       | 4:14 |
| 20. | En quarantaine                       | 3:02 |

## Titres certifiés
- Ma che beauté  Platine[13]
- Come Vai (avec Soolking)  Or [14]
- La zone en personne  Or
- Poussette  Or [14]
- Avant GTR  Platine [14]
- Ma chérie (avec Gims)  Or[15]
- La vie est faite comme ça  Or[16]
- Amore  Or[17]
- Dans tes yeux  Platine[18]
- Pour un violet  Or[19]
- Je vais tout casser  Or[20]
- Asalto  Diamant[21]
- Et je deviens fou (avec Ninho)  Or[22]

## Classements
| Classements                  | Meilleure position |
| ---------------------------- | ------------------ |
| France (SNEP)                | 2                  |
| Belgique (Wallonie Ultratop) | 22                 |
| Belgique (Flandre Ultratop)  | 175                |
| Suisse (Schweizer Hitparade) | 48                 |

## Certifications et ventes
| Région                                                                                                 | Certification | Ventes/Streams |
| --- | ------------- | -------------- |
| France (SNEP)                                                                                          | 3 × Platine   | 300 000*       |
| *Ventes selon la certification ^Mise en rayon selon la certification xNon précisé par la certification |               |                |